# Borsoniidae
Famille
Les Borsoniidae sont une famille de mollusques gastéropodes marins ou d'eau saumâtre de l'ordre des Neogastropoda.

## Genres
Selon World Register of Marine Species (16 mars 2016) :
- genre Apaturris Iredale, 1917
- genre Aphanitoma Bellardi, 1875
- genre Asthenotoma Harris & Burrows, 1891 †
- genre Austroturris Laseron, 1954
- genre Awateria Suter, 1917
- genre Bathytoma Harris & Burrows, 1891
- genre Belaturricula Powell, 1951
- genre Borsonella Dall, 1908
- genre Borsonellopsis McLean, 1971
- genre Borsonia Bellardi, 1839
- genre Cordieria Rouault, 1848
- genre Darbya Bartsch, 1934
- genre Diptychophlia Berry, 1964
- genre Drilliola Locard, 1897
- genre Filodrillia Hedley, 1922
- genre Genota H. Adams & A. Adams, 1853
- genre Glyptaesopus Pilsbry & Olsson, 1941
- genre Heteroturris Powell, 1967
- genre Maoritomella Powell, 1942
- genre Microdrillia Casey, 1903
- genre Ophiodermella Bartsch, 1944
- genre Paraborsonia Pilsbry, 1922
- genre Phenatoma Finlay, 1924
- genre Pulsarella Laseron, 1954
- genre Retidrillia McLean, 2000
- genre Suavodrillia Dall, 1918
- genre Tomopleura Casey, 1904
- genre Tropidoturris Kilburn, 1986
- genre Typhlodaphne Powell, 1951
- genre Typhlomangelia G.O. Sars, 1878
- genre Zemacies Finlay, 1926

## Galerie

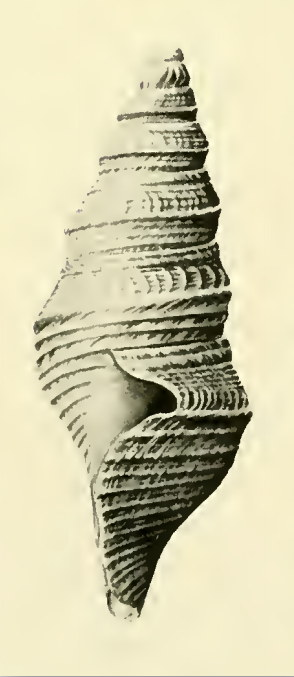
Austroturris steira.
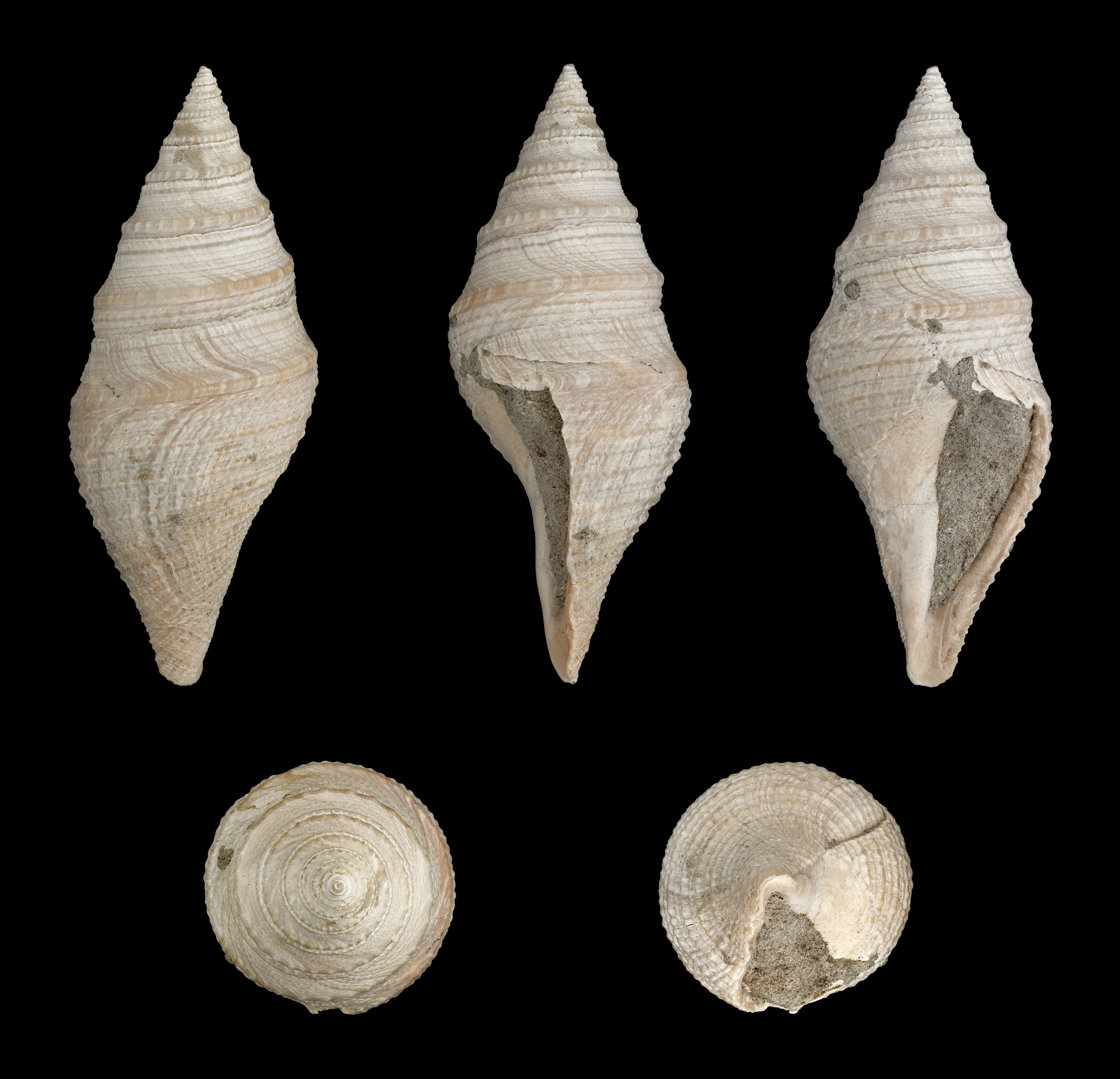
Bathytoma cataphracta.
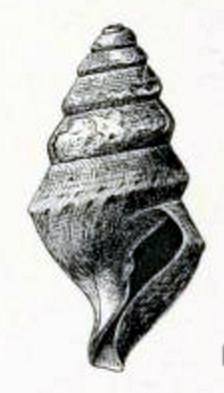
Borsonella agassizii.
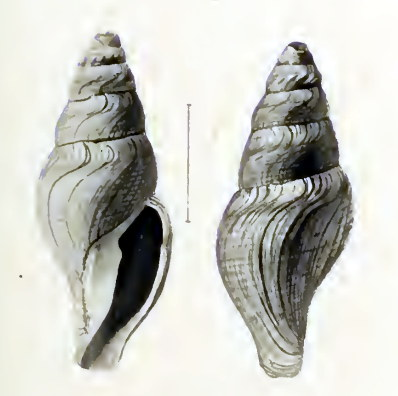
Borsonia smithi.
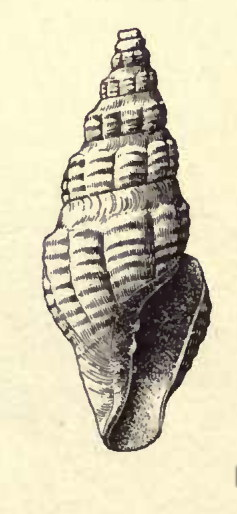
Cordieria rouaultii.
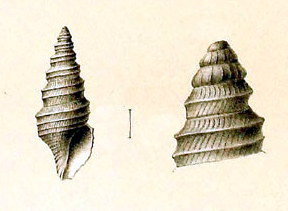
Drilliola loprestiana.
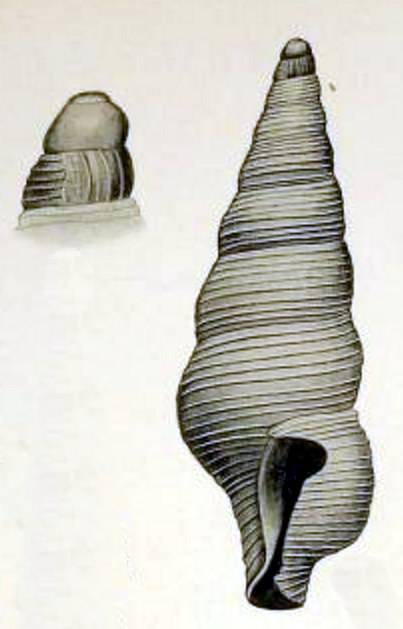
Filodrillia trophonoides.
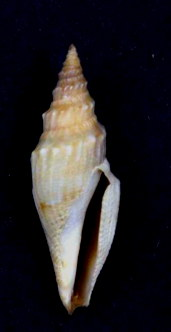
Genota papalis.
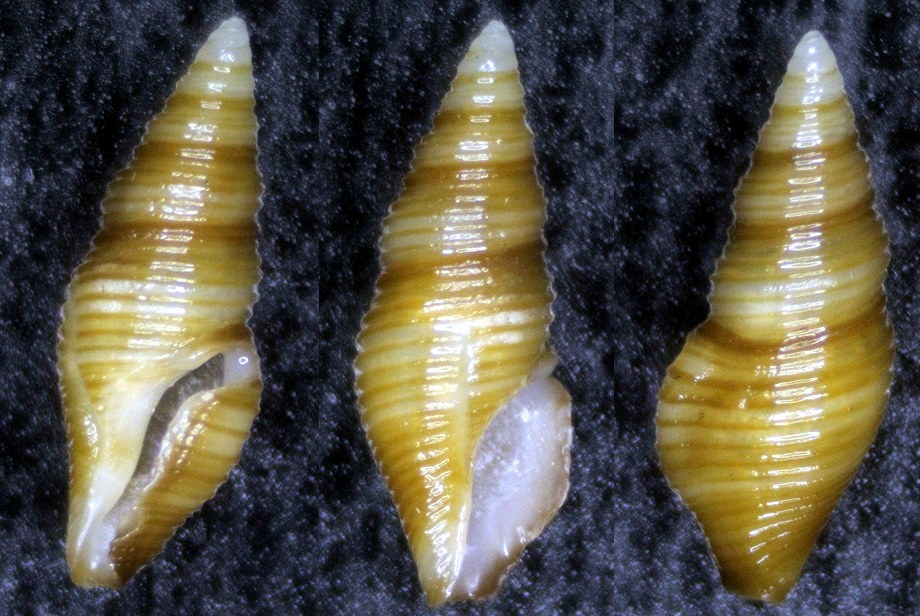
Maoritomella batjanensis.
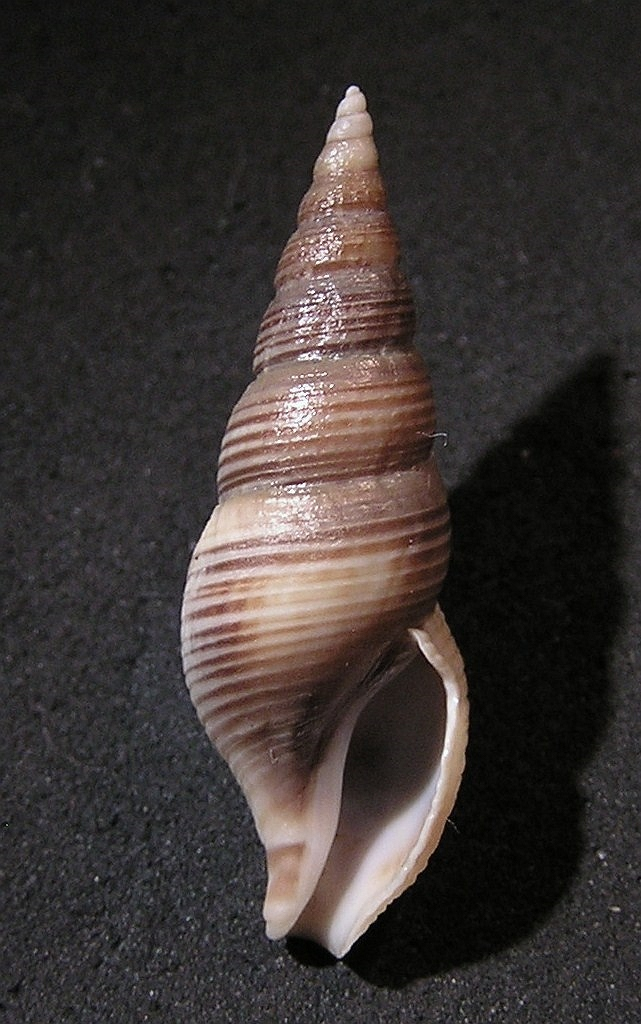
Ophiodermella inermis.
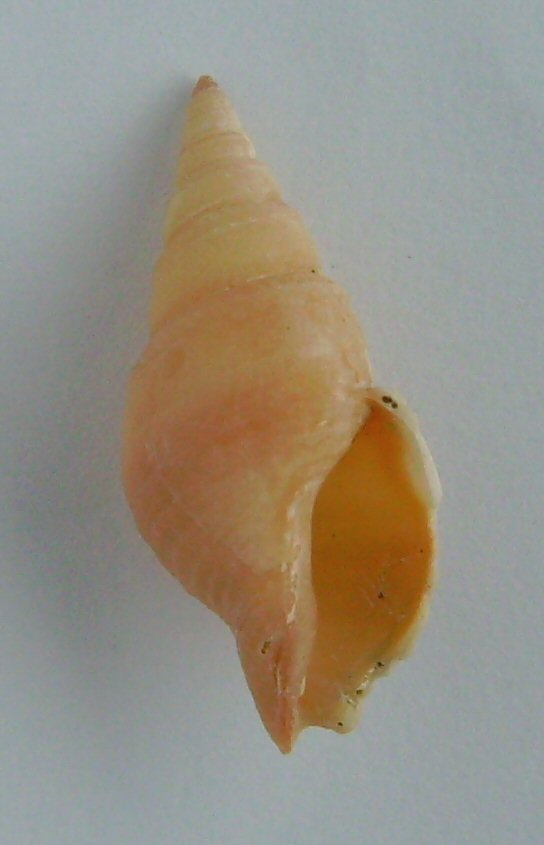
Phenatoma zealandica.
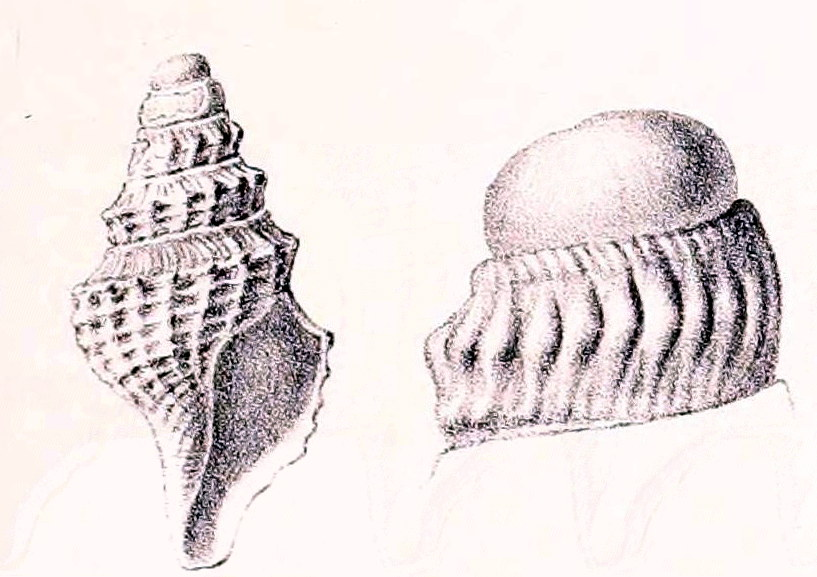
Retidrillia megalacme.
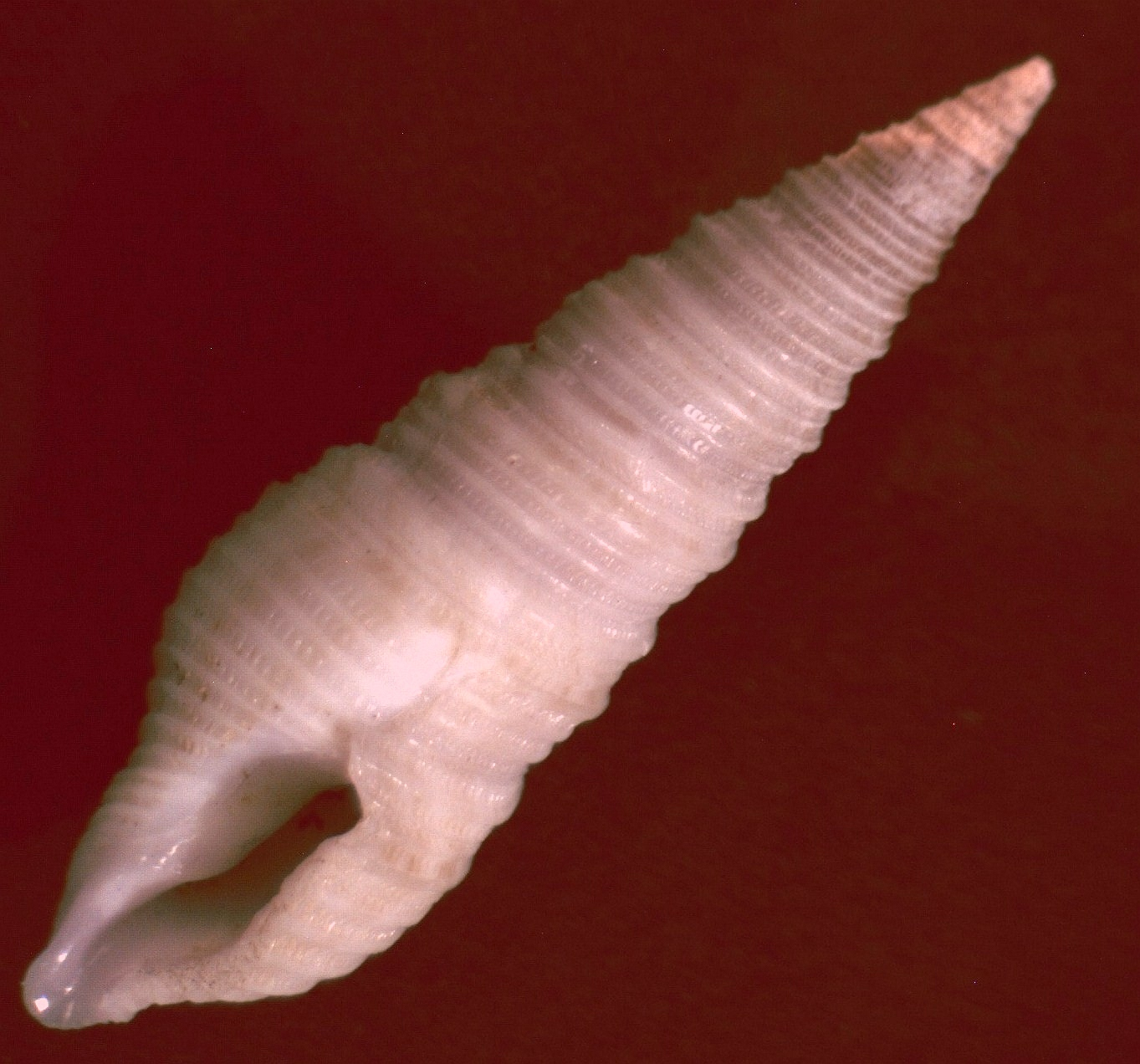
Tomopleura vertebrata.
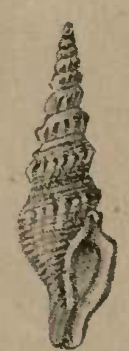
Typhlomangelia nivalis.